# サムシング・ワイルド (映画)
『サムシング・ワイルド』（原題：Something Wild）は、1986年製作のアメリカ合衆国のコメディ・スリラー映画。ジョナサン・デミ監督。

## あらすじ
マンハッタンの税金コンサルタント会社のエリート社員チャーリーは、レストランでランチの無銭飲食や新聞の万引きを秘かに行っていたが、ある日1人の若い女性に見咎められる。ルルというその女性はチャーリーを強引に車に乗せて、どこかへと向かう。
2人が着いたのはペンシルヴェニアのとある小さな町。チャーリーはルルの母親に彼女の夫として紹介される。この町は彼女の生まれ故郷だった。そしてチャーリーは、彼女の本当の名前がオードリーであることも知る。次にチャーリーはオードリーの高校の同窓会に連れて行かれ、そこでも彼女の夫として紹介される。チャーリーは完全に彼女の術中にはまり、“何かおかしな事”（サムシング・ワイルド）に巻き込まれてしまっていた。
そんな2人につきまとう1人の男がいた。その男はオードリーの実の夫で、粗暴な前科者のレイだった。レイはチャーリーからオードリーを暴力的に奪い取るが、チャーリーも策を講じてオードリーを奪い返し、2人はオードリーをめぐって争う。

## キャスト
- チャーリー・ドリッグズ：ジェフ・ダニエルズ（吹替：牛山茂）
- オードリー・ハンケル/ルル：メラニー・グリフィス（吹替：水谷優子）
- レイ・シンクレア：レイ・リオッタ（吹替：鈴置洋孝）
- アイリーン：マーガレット・コリン
- シェフ：チャールズ・ネイピア
- オートバイの警官：ジョン・セイルズ
- 中古車のセールスマン：ジョン・ウォーターズ
- トレイシー・ウォルター
- ゲイリー・ゴーツマン
- ダナ・プリュー
- ラリー：ジャック・ギルピン（吹替：水野龍司）
- ロバート・リッジリー

※テレビ放送：テレビ東京「ミッドナイトシネマ」1997年12月19日（金曜日）